# 태진아
태진아(한국 한자: 太珍兒, 본명: 조방헌, 한국 한자: 曺芳憲, 1953년 2월 16일 ~)은 대한민국의 트로트 가수이다. 예명 '태진아'는 태현실의 태, 남진의 진, 나훈아의 아를 따서 만들어졌다고 한다.

## 생애
1953년 충청북도 보은군 탄부면에서 4남 3녀 중 사남으로 태어났다. 이후 진천군에서 유년기를 보냈고 어린 시절에 가난한 집안 형편으로 인해 국민학교만 졸업을 하고 중학교 진학을 못했다. 동생들의 학비를 위해 서울로 상경해 구두닦이, 중국집 배달원, 식당 종업원 등 안 한 일이 없다고 회고하였다. 그러던 중 1967년에 영화 《태권도 최후의 일격》의 단역(조방헌 본명 출연)으로 출연하였고 1970년에는 조방헌 본명으로 영화 《쌍태양》에 단역으로써 출연하였다.
태진아는 작곡가 서승일의 권유로 1972년에 〈내 마음 급행열차〉를 발표하며 가수로 데뷔하였지만 태진아의 데뷔 앨범도 완전히 판매하지 못했다. 1973년에는 〈추억의 푸른 언덕〉 을 발표하여 1974년에 MBC 10대 가수 가요제에서 인기가수상을 수상하며 인지도를 얻었다.
1974년에 공연중 현대그룹 계열사인 현대건설사장 부인(당시 47세)과 눈이 맞아 간통을 저지르다 1975년 '나를 울렸다'를 발표했지만 실패로 끝나고 그의 남편이 형사를 데리고 여관으로 들이닥쳐 발각돼서 구속이 되었다. 출소 이후에 한국에서 가수로 재기하며 두장의 앨범을 냈다.
1976년 《못잊을건 정》, 1977년 《잊지는 못할거야》 두 장의 앨범도 역시 실패로 끝났다. 결국 1980년에 '보내는 마음'이라는 앨범을 냈지만 돌연 미국으로 이민을 가게 되었다. 미국에 마땅한 직업이 없어 돈을 벌기 위해 여러 가지 일을 하면서 생계를 꾸려나갔고 그해 남진의 소개로 이옥형과 결혼하였다.
1984년에 대한민국으로 귀국하여 복직하여 낸 앨범'경아의 사랑' 앨범을 냈지만 실패로 끝나고 대중들의 관심을 받지 못했다. 그리고 1988년에 '당신도 나같은 사랑을 해봤나요', '이제는 떠날 시간' 두 장의 앨범도 역시 실패로 끝났다.
태진아는 1988년 서울 하계 올림픽 때 뉴욕 교포 격으로 서울에 나와 성화봉송 주자로 나섰다. 서울 서초동 한일은행 지점~역삼역까지 뛰는 모습이 생방송으로 전세계에 생중계되었다. 그 당시 한밭기획 사장 양승국 사장이 뛰는 모습을 지켜보게 된다.
다음 해인 1989년에 〈옥경이〉라는 곡을 발표하였다. 〈옥경이〉는 트로트 히트곡 메이커였던 임종수가 작곡하고 조운파가 작사한 곡으로 원래는 나훈아를 위해 만든 노래였다. 이 노래의 원래 제목은 〈고향여자〉였으나 태진아가 부르기 시작하면서 〈옥경이〉로 곡명이 바뀌었는데 원래 나훈아가 부를 뻔 했으며 녹음까지 완료했지만 음반을 발매하지 않아 태진아에게 가기도 했다. 이 곡은 데뷔 16년만에 처음 히트한 노래이다. 옥경이가 인기를 얻게 되어 엄지춤을 옆으로 추는 행상춤 일명 옥경이 춤을 추면서 이 앨범은 최대앨범 판매량 150만장을 기록하며 그를 최고의 가수의 자리에 올려놓았다. 행사만 15곳을 다니기 시작하며 태진아가 대중에 널리 알려지는 계기가 되었다. 또한 〈옥경이〉는 그의 아내 이옥형의 이름을 건 곡이기도 하여 태진아 본인이 가장 아끼는 노래로 선정하기도 했다. '옥경이' 노래로 KBS 가요대상 올해의 가수상을, 일간스포츠 제4회 골든 디스크상 본상을 처음 받았지만 MBC 10대 가수 가요제 10대 가수에 올라가지 않았다.
1990년에는 김동주 작사 김영광 작곡 엄지춤 돌풍을 열풍을 일으킨 〈거울도 안보는 여자〉를 발표하였다. 1990년대부터 가요계는 록과 발라드가 주류를 이루었지만 태진아의 〈거울도 안보는 여자〉는 KBS 가요 톱 10에서 순위에 올라갔다가 12월 2일 9일 16일 23일 4주연속 1위를 차지하고 1991년 1월 6일까지 무려 5주 연속 1위에 올라 트로트 부문에서 골든컵을 수상하는 영광을 누렸고 '거울도 안보는 여자' 이 노래로 KBS 와 MBC 가요순위 프로그램에서 여성 댄서들과 함께 엄지춤을 췄고 스포츠 서울 제정 제1회 서울 가요대상 본상, KBS 가요대상 올해의 가수상, 일간 스포츠제정 제5회 골든 디스크상 2년연속 본상, MBC 10대 가수 가요제에서 무려 16년 만에 10대가수상 자리에 올랐다.
1991년 후속곡 〈미안 미안해〉도 여성 댄서들과 함께 V자 춤을 추며 순위에 올랐다가 4월 28일~ 5월 12일까지 3주 연속 1위를 차지하였다. 그 당시 1위 후보자 가 1991년 5월 19일 22일 29일 6월 5일 12일까지 5주 연속 1위를 차지한 '미소속의 비친 그대 ' 로 데뷔한 전설의 발라드 황제 신승훈이다. KBS 가요대상 본상 MBC 10대 가수 가요제 10대 가수상 2년연속 수상했지만 일간 스포츠 제정 제6회 골든 디스크상 본상에 올라가지 않았다.
〈미안 미안해〉의 후속곡인 〈선희의 가방〉은 서울로 가기 싫어하는 선희의 모습을 담았다. KBS 가요 톱 10 SBS 인기가요 MBC 여러분의 인기가요에서 순위에 올랐으나 1위를 차지하지 못했다. KBS 가요대상 본상 스포츠 서울 제정 제2회 서울 가요대상 본상 과 최고 인기가수상 MBC 10대 가수 가요제 2년연속 10대 가수상을 받았지만 일간 스포츠 제정 제7회 골든 디스크상 2년연속 본상에 올라가지 않았다.
1992년 발표한 락 트로트 곡 〈사랑은 토요일 밤에〉와 흥겨운 삼바 리듬의 〈노란 손수건〉두 곡 역시 KBS 가요 톱 10 SBS 인기가요 MBC 결정 ! 최고 인기가요에서 순위에 올랐지만 1위에 올라가지 못했다. 또 일간 스포츠 제정 제8회 골든 디스크상 3년연속 본상을 못받았으며 KBS 가요대상 MBC 10대 가수 가요제 스포츠 서울 제정 제3회 서울 가요대상 본상에 올라가지 않았다.
1983년' 촛불잔치'라는 노래로 단번에 10대 가수 반열에 올랐던 후배가수 이재성이 1993년 태진아에게 준 흥겨운 모데라토 디스코 리듬에 음악이 들어간 〈장미와 우산〉, 돌아가신 부모님을 그리는 노래 〈사모곡〉을 연이어 히트시키며 침체되어 가던 트로트를 부활시키는 데 결정적인 역할을 하였다. 두 곡 중 〈사모곡〉은 KBS 가요 톱 10에서 1995년까지 오랫동안 순위에 올랐지만 1위에 올라가지 않았다. KBS 가요대상 본상을 받았지만 일간 스포츠 제정 제8회 골든 디스크에서는 4년 연속으로 본상을 못 받았다. 또한 스포츠서울 제정 제4회 서울가요대상, MBC 10대 가수 가요제 두 가요 시상식에서 2년 연속으로 본상을 받지 못했다.
1993년에는 1988년부터 재기를 다져왔던 한밭기획에서 독립하였다. 음반사를 서울음반에서 지구레코드로 바꾸고, 개인 기획사 진아기획을 설립하여 프로듀서로 활동하기 시작하였다. 태진아는 당시 성진우를 영입해 소속사 사장으로 활약하여 성진우는 태진아가 배출한 1호 가수가 되었다. KBS 가요대상 〈선희의 가방〉으로 본상을 받았지만 일간 스포츠 제정 제9회 골든 디스크상 5년연속 본상을 못받았으며 스포츠 서울 제정 제5회 서울 가요대상에서 3년연속 본상을 받지 못했다.
1995년에는 〈가버린 사랑〉 을 발표하며 kbs 가요톱10 mbc 인기가요 best 50 두 가요순위 프로그램 순위에 올랐지만 1위는 차지하지 못했다. kbs 가요대상 본상 1995년 일간 스포츠 제정 제10회 대한민국 영상음반대상 골든디스크상 5년만에 드디어 본상을 받았지만 스포츠 서울 제정 제6회 서울 가요대상에서 4년연속 본상을 받지 못했다.
1996년에는 '애인' 을 발표하고 배우 김자옥을 스카우트하여 가수로 데뷔시켜 〈공주는 외로워〉를 제작하고 기획하였다. 1996년 제3회 대한민국연예예술상 가요상 KBS 가요대상 본상을 받았다.
1997년에는 KBS2에서 방송된 일일시트콤 《마주보며 사랑하며》에 출연해서 배우로 데뷔했고 SBS 파워FM 라디오 《태진아의 트로트 하이웨이》의 진행자로도 활동했다. 이후 진아기획은 진아엔터테인먼트로 개칭되었으며 이 시기에 보이그룹 에이알티(A.R.T)를 결성시켰다.
1998년 데뷔 25주년 앨범 '당신의 눈물' 로 KBS 가요대상 본상 일간스포츠 골든 디스크상 특별상을 받았다.
2000년에 발표한 〈사랑은 아무나 하나〉는 작곡가 안치행이 구전 가요를 직접 현대 음악으로 편곡시킨 후 작사가 이건우가 직접 작사하였다. 발표 당시 트로트 곡 사상 처음으로 뮤직비디오를 제작하여 화제가 되었다. 〈사랑은 아무나 하나〉는 20만장의 앨범 판매량을 기록하고 제10회 서울가요대상에서 본상을 수상하였다. 2001년에는 데뷔 30주년 기념앨범을 발표하였는데 앨범 수록곡 〈잘났어 정말〉 도 히트하여 제11회 서울가요대상에서 본상과 전통 가요상을 골든 디스크상 트로트상을 수상하였다.
2004년에는 차남인 이루가 작사하고 태진아가 작곡한 〈동반자〉는 1980년에 발표한 그룹 이쁜이들 이 부른 〈당신은 새〉의 원곡으로 부자가 공동으로 작업한 작품이기도 하며 24년만에 태진아 가 다시 불러 장안에 화제를 일으켜서 엄지를 앞으로 내미는 춤을 추면서 《전국 톱 10 가요쇼》에서 무려 19주 동안 1위를 차지하였다.
2009년에 예전부터 알고 지내며 견미리를 스카우트하여 가수로 데뷔시켰으며 성진우를 가수로 복귀시켰다. 그 해 하반기에는 일본 데이치쿠 레코드와 계약을맺고 엔카 곡 〈すまない (미안해요)〉 로 일본에 진출하여 제42회 일본유선대상 유선협회 장려상을 수상하는 대성공을 거뒀다. 2010년에는 송대관의 후임으로 제3•4대 대한가수협회 회장에 취임하였다. 2012년에 태진아는 2년만에 정규 음반을 발표하고 〈사랑은 눈물이라 말하지〉 로 오랜만에 성인 가요 차트에서 1위를 하였다. 비와 함께 〈LA SONG〉 을 불러 '비진아'로 인기를 끌었고 태진아 버전으로도 공개되었다.
2011년 대한가수협회 회장으로 재직하던 시절 과거 자신의 매니저를 했던 전력이 있어서 절친하게 지내던 사이였던 이호연의 회사인 DSP 미디어 소속의 걸그룹인 카라가 멤버들의 탈퇴로 인해 해체 위기에 몰리자 직접 DSP 미디어에 찾아가서 카라 멤버들을 일일이 만나서 설득한 끝에 카라의 해체를 막아냈다. 이로 인해 카라의 팬들은 태진아를 마음속 깊이 존경하게 되었으며 후문으로 카라의 팬들이 태진아의 음반을 구매하기 시작했다는 얘기도 있다.
현재 태진아는 현철, 송대관, 설운도와 함께 트로트 4대 천왕으로 불리고 있다. 특히 이민 시절 동고동락했던 송대관과는 개인적으로 각별한 사이로 지내며 그와 함께 명콤비로 불리며 현재까지 매년마다《송대관 & 태진아 라이벌 콘서트》를 개최하고 있다. 태진아는 또한 자신이 작사하거나 작곡한 곡은 〈동반자〉, 〈잘 살 거야〉, 〈착한 여자〉, 〈아줌마〉, 〈사랑은 눈물이라 말하지〉 등이 있다. 2015년 7월에 〈진진자라〉를 발표하며 젊은 세대들에게도 많은 인기를 끌어 KBS2 추석 특집《아이돌 전국 노래자랑》의 심사위원으로 출연하게 되었다.
주요 노래로는 "옥경이", "사랑은 아무나 하나", "바보", "동반자", "진진자라" 등이 있다.
1988년 서울올림픽 에 이어서 30년만에 2018년 평창 동계 올림픽에서 성화봉송 주자로 많은 팬들에 관심을 받았고, 2016년 '픽미' [pick me] 와 '드림걸스' [Dream girls] 와 'whatta man'[good men] 세곡을 연달아 히트한 주인공 걸 그룹 아이오아이를 데뷔시켰고 2017년 '픽미' [pick me] 와 에너제틱 (Energetic) 두 곡을 히트시킨 워너원을 데뷔시켰다. 태진아는 2017년 4월 k.2.1.2 디저트 카페를 오픈하였다. 1974년부터 지금까지 받은 트로피는 218개이다.
테진아 는 KBS MBC SBS 성인가요 프로그램에 최다 출연은 물론 KBS MBC SBS 방송3사 아이돌 전문 가요 프로그램에 최다 출연자 이기도 하다 태진아 는 트로트 황제 이기도 하다 최고의 노래 최고의 무대의상 최고의 무대매너 로 사랑 받고 있다 1989년~2024년 까지 36년 동안 연말 방송3사 가요 시상식 mbc 10대 가수 가요제 kbs 가요대상 sbs 가요대전 스포츠 서울 제정 서울가요대상 골든 디스크 등 출연하여 10대 가수상 이면 10대 가수상 공로상 이면 공로상 대상 이면 대상 특별상 이면 특별상 등 모든 트로피 를 한번도 놓친적이 없이 모두 차지한 트로피 제왕 이기도 하다

## 사건

### 간통 혐의
1975년 1월 27일에 태진아는 현대건설의 사장 조성근의 아내 김보환과 응암동의 여관에서 간통을 하는 것을 조성근과 형사들에게 현장에서 연행되었고 간통 혐의로 구속되었다.  김보환은 태진아보다 26살이 더 많았다. 경찰 측에 의하면 1974년 5월 6일부터 1975년 1월 27일 사이 10여 차례 만나서 사실상 성매매를 할 때마다 80만원에서 100만원의 비용을 지불하였다고 한다. 이후 조성근과 김보환의 합의 이혼으로 구속 상태였던 태진아는 석방되었다. 이 사건으로 인해 조성근은 현대건설 사장직을 사임하였고 그의 장녀는 우울증을 앓다가 결국 자살하였다. 한 가정을 망가트린 사건인데 이를 가볍게 보고 있어서 논란이 되었다. 후임으로 당시 부사장인 이명박이 사장이 되었다.

### 차남 이루의 임신 및 낙태
2010년 8월 27일에 태진아의 차남인 이루가 작사가 최희진을 임신시켰고 태진아가 낙태를 종용했다는 논란에 휘말렸다. 그런 가운데 태진아의 과거 간통 사건이 세간에서 다시 화제가 되었고 이 과정에서 분노한 태진아는 이루와 함께 최희진을 상대로 법정 싸움에 들어갔으며, 결과는 사실을 유포한 자해 공갈로 드러났으며 이루 이외에 최희진에게 피해를 입은 일반인의 진술을 확보해 놓았다. 이 사건으로 최희진은 사실 유포 및 협박 혐의로 구속되었고, 1심과 2심에서 징역 2년을 선고받았다.

### 억대 도박 원정 논란
2015년 3월 18일에 태진아가 미국 로스엔젤레스에서 억대 도박을 했다는 의혹이 제기되었다. 이에 대해 태진아는 3월 24일 오후 서울 용산구 이태원동 용산구청 대극장 미르에서 전격 기자회견을 열어 로스앤젤레스와 라스베이거스 일대에서 억대 도박을 했다는 보도에 사실이 아니라고 부인하였다.

## 히트곡
- 옥경이
- 거울도 안보는 여자
- 미안 미안해
- 선희의 가방
- 사랑은 토요일 밤에
- 노란 손수건
- 장미와 우산
- 사모곡
- 가버린 사랑
- 그대곁에
- 애인
- 두 여인
- 당신의 눈물
- 외로워 마세요
- 사랑은 아무나 하나
- 잘났어 정말
- 사랑은 장난이 아니야
- 바보
- 동반자
- 잘살 거야
- 착한 여자
- 아줌마
- 그저 그렇게 (feat.장윤정)
- 자기
- 사랑은 돈보다 좋다 (feat.마야)
- 일 나겠네
- 사랑했나요
- 사랑은 눈물이라 말하지
- 하얀눈
- 사랑타령
- 자기야 좋아
- 전통시장 (duet.강남)
- 진진자라
- 아내에게
- 자식 걱정 (feat.성악가 김동규)
- 인생 2막
- 최고의 사랑
- 내 아내
- 장지기장 (feat.강남)
- 삐빠빠룰라 ♡ 제시 (feat 제시)
- 사랑 꽃 피워보자
- 사랑엔 답이 없네요
- 그게 답이야
- 비켜라 운명아
- 자기가 좋아
- 농부의 노래
- 김선달
- 코로나19 이겨냅시다
- 고향 가는 기차를 타고
- 공수래 공수거
- 오늘도 살아야 하니까
- 내고향 충청도가 좋다
- 당신과 함께 갈거예요
- 서울로 간 내님

## 학력
- 1966년 관기초등학교 졸업
- 1998년 중학교 입학자격 검정고시 합격
- 1999년 고등학교 입학자격 검정고시 합격
- 2000년 고등학교 졸업학력 검정고시 합격
- 2008년 한국방송통신대학교 영어영문학과 학사 (01학번. 3년간 휴학.)

### 비학위 수료
- 1995년 영남대학교 경영대학원 최고경영자과정 수료

## 가족 관계
- 막내 남동생은 경상북도 영덕군 강구면에서 사업을 하고 있는 조방원이다.
- 장남은 YMC엔터테인먼트 대표를 맡고 있는 조유명이다. 단, 친자인 이루와 달리 조유명은 양자이다.
- 차남은 2005년에 데뷔한 가수 이루이다.

## 데뷔
- 1973년 노래 [추억의 푸른 언덕]

## 출연작

### 방송출연
- KBS 2TV 《코미디 세상만사》 - 이밤의 끝을 잡고 (With. 김미화, 송대관)
- KBS 2TV 《이소라의 프로포즈》 - (With. 이소라, 송대관)
- KBS 2TV 《TV는 사랑을 싣고》 게스트 출연
- KBS 2TV → KBS 1TV《가족오락관》 게스트 다수 출연
- KBS 1TV 《전국노래자랑》, 《가요무대》, 《열린음악회》 등 초대가수 다수 출연
- KBS 2TV 《상상플러스 : 세대공감 올드&뉴》 게스트 출연
- MBC 《전파견문록》 게스트 출연
- MBC 《행복주식회사》 게스트 출연 (with, 장윤정) , (with, 송대관)
- MBC 《세바퀴》 게스트 출연
- 아이넷TV 《성인가요콘서트》, 《가요사랑콘서트》 등 초대가수 다수 출연
- YTN 《뉴스N이슈 : 이슈&피플》 게스트 출연 (With. 송대관)
- YTN 《뉴스 12 : 이슈&피플》 게스트 출연 (With. 이루)
- MBC 《코미디 하우스》 게스트 출연 (With. 송대관)
- KBS 1TV 《박원숙의 같이 삽시다》 게스트 출연
- MBC 《미스터리 음악쇼 복면가왕》 참가자 - 오늘 가왕으로 데뷔합니다! 픽미 픽미 픽미 업~ 아이돌
- KBS 2TV 《옥탑방의 문제아들》 게스트 출연 (With. 이무송)
- MBC 《놀면 뭐하니?》 게스트 출연 (With. 김연자, 진성)
- MBC 《편애중계》 게스트 출연
- MBC 《생방송 행복드림 로또 6/45》940회 게스트
- TV조선 《아바드림》 드리머 (공차니)
- MBC 《라디오스타》 게스트
- TV조선  《미쓰쓰리랑》 8회 특별게스트

### 영화
- 2007년 《마강호텔》 - 태진아 역
- 1970년 《쌍태양》 - 껌팔이 역
- 1967년 《태권도 최후의 일격》 - 어린 태권도 교습생 역

### 드라마, 시트콤
- 2024년 KBS 수목드라마 《수상한 그녀》 (특별출연)
- 2020년 KBS 일일드라마 《누가 뭐래도》 - 본인 역
- 2020년 MBC 월화미니시리즈 《저녁 같이 드실래요?》 - 본인 역 (특별출연)
- 2020년 KBS 일일드라마 《기막힌 유산》 - 본인 역 (4회, 45회 특별출연)
- 2016년 MBC 월화미니시리즈 《캐리어를 끄는 여자》 (특별출연)
- 2008년 KBS 주말연속극 《내 사랑 금지옥엽》 - 라디오 게스트 역
- 2004년~2005년 MBC 일요로맨스극장 《단팥빵》 - 태진아 역 (특별출연)
- 1997년 KBS 일일시트콤 《마주보며 사랑하며》 - 태진아 역

### CF
- 2022년 《OK금융그룹》
- 2012년 《가평잣막걸리》(With. 송대관)
- 2011년 《청주시 청원생명쌀》(With. 견미리)
- 2010년 《2010 충청 방문의 해》(With. 정준호, 한은정)
- 2009년 《명인제약 이가탄》(With. 송대관, 정선경)
- 2008년 《청원군 청원생명쌀》(With. 견미리)
- 2009년 《보은군 보은황토대추》
- 2009년 《장수 구들 옥돌침대》
- 2008년 《명인제약 이가탄》(With. 송대관)
- 2007년 《청원군 청원생명쌀》
- 2007년 《참이슬》(With. 이루)
- 2007년 《명인제약 이가탄》(With. 송대관, 안문숙)
- 2006년 《영농조합법인 고창 서해안 복분자주》
- 2006년 《명인제약 이가탄》(With. 송대관)
- 2005년 《명인제약 이가탄》(With. 송대관, 김자옥)
- 2004년 《명인제약 이가탄》(With. 송대관)
- 2003년 《청주시 청원생명쌀》
- 2001년 《한독 케토톱》(With. 송대관, 현철)
- 2000년 《롯데 닷컴》(With. 송대관)
- 1997년 《광진식품 우리김》
- 1992년 《해태HTB 매실방》- 양수경와 함께 출연.
- 1991년 《LG생활건강 보드란》

### 라디오
- SBS 《태진아 송선경의 가요 리서치》 진행
- SBS 《태진아의 트로트 하이웨이》 진행
- KBS Happy FM 《태진아 트로트쇼》 진행
- KBS Happy FM 《태진아 쇼쇼쇼》 진행

## 홍보대사
- 2013년 광주지방법원1일 명예법관위촉(광주지방법원장)
- 2012년 서울특별시 용산구 홍보대사
- 2012년 경기지방 경찰청 홍보대사
- 2011년 청원생명축제 홍보대사
- 2011년 상주시 홍보대사, 상주시 명예시민수여
- 2011년 그물망 지속가능 복지 포럼 홍보대사
- 2010년 서울 구치소 홍보대사
- 2010년 대충청 방문의 해 홍보대사
- 2008년 서울본부세관 일일명예세관장 위촉
- 2007년 법무부 교정 홍보대사
- 2006년 관세청 홍보대사
- 2020년 교통 홍보대사

## 수상 내역
- 1974년 12월 31일 TBC 가요대상 신인 가수상 수상
- 1974년 12월 목포 MBC 난영가요제 남자 신인상 수상
- 1974년 12월 기자 잡지 핑크리본상 남자 신인 가수상 수상
- 1974년 12월 영화 잡지사 은곰상 남자 신인가수상 수상
- 2019년 제3회 소리바다 베스트 케이뮤직 어워즈 베스트 트로트상
- 2020년 제1회 트롯어워즈 트롯 100년 가왕상

## 일간 스포츠 제정 골든 디스크상
- 1989년 12.17 일간 스포츠 제정 골든 디스크상 본상 수상 《옥경이》
- 1990년 12.8 일간 스포츠 제정 골든 디스크상 본상 수상 《거울도 안보는 여자》
- 1995년 12.4 일간 스포츠 제정 대한민국 영상 음반대상 5년만에 골든 디스크 본상 수상 《가버린 사랑》
- 1998년 12.5 일간 스포츠 제정 대한민국 영상 음반대상 3년 만에 골든 디스크상 본수상 《애인》
- 1999년 12.16 일간 스포츠 제정 대한민국 영상 음반대상 골든 디스크 “특별상” 수상 《외로워 마세요》
- 2000년 12.1 일간 스포츠 제정 대한민국 영상 음반대상 골든 디스크 본상수상 《사랑은 아무나 하나》
- 2001년 12.14 제16회 일간 스포츠 제정 골든 디스크상 트로트 상 수상 《잘났어 정말》
- 2002년 12.14 일간 스포츠 제정 골든 디스크상 트로트 상 《사랑은 장난이 아니야》
- 2003년 12.5 제18회 일간 스포츠 제정 골든 디스크상 HAUZEN 트로트상 《바보》
- 2004년 12.2 제19회 일간 스포츠 제정 골든 디스크상 HAUZEN 트로트상 《동반자》
- 1989년 1990년 1995년 골드 디스크 세 차례 본상 수상
- 1999년 특별상 수상 2001년~2004년 무려 4년연속 트로트상 수상 영광 차지함

## 올림픽 성화봉송
‘1988년 9.17 1988 서울올림픽 성화봉송 주자
‘2018년 1.15 2018평창동계올림픽 성화봉송주자
1988년 서울올림픽 성화봉송 주자로 나선 이후 30년 만에 다시 2018년 평창 동계 올림픽을 위해 성화봉송 주자로 등장

## KBS 가요대상
- 1974년 신인 가수상 수상 : [추억의 푸른언덕]
- 1989년 10대 가수상 수상 : [옥경이]
- 1990년 10대 가수상 수상 :[거울도 안보는 여자]
- 1991년 10대 가수상 수상 : [선희의 가방]
- 1993년 올해의 가수상 수상 : [사모곡]
- 1994년 10대 가수상 수상 : [가버린 사랑]
- 1996년 10대 가수상 수상 : [애인]
- 1997년 10대 가수상 수상 : [두 여인]
- 1998년 올해의 가수상 수상 :[당신의 눈물]
- 1999년 올해의 가수상 수상 : [외로워 마세요]
- 2000년 올해의 가수상,성인부문 최우수상: [사랑은 아무나 하나]
- 2001년 올해의 가수상 , 성인부문 최우수상 :[잘났어 정말]
- 2002년 12.30 KBS 가요대상 올해의 가수상 성인부문 최우수 가수상 수상 [사랑은 장난이 아니야]
- 2003년 12.30 올해의 가수상 PD선정 성인부문 인기 가수상 수상 : [바보]
- 2004년 12.30 올해의 가수상 수상 [동반자]
- 2005년 12.30 올해의 가수상 수상 [착한여자]
- 2006년 올해의 가수상 수상 [아줌마]

1974 1989 1990 1991 1993 1995 1996 1997 1998 1999 2000 2001 2002 2003 2004 2005 2006 2007년 KBS 가요대상 올해의 가수상 18회 수상 2000년~2003년 4연속 성인부문 최우수 가수상 수상 총 22개

## MBC 10대 가수 가요제
- 1974년 신인 가수상 수상 : 추억의 푸른언덕
- 1990년 10대 가수상 수상 : [옥경이] [거울도 안보는 여자]
- 1991년 10대 가수상 수상 : [거울도 안보는 여자]
- 1998년 MBC 가요 대제전 30세 이상의 국민이 뽑은 인기 가수상 : [당신의 눈물]
- 1999년 MBC 10대 가수 가요제 30세 이상의 국민이 뽑은 가수상 수상 [외로워 마세요]
- 2000년 30세 이상의 국민이 뽑은 10대 가수상 : [사랑은 아무나 하나]
- 2001년 30세 이상의 국민이 뽑은 10대 가수상 :[잘났어 정말]
- 2002년 30세 이상이 뽑은 10대 가수상 수상 : [사랑은 장난이 아니야]
- 2003년 트로트 최고인기 가수상 수상 : [바보]
- 2004년 트로트 최고 인기가수상 수상 : [동반자] 1974 신인상 이후1990 1991 1998 1999 2002 10대가수상 5회 2000년~2001년 2년연속 최고 인기 가수상 2003년~2004년 2년연속 트로트 최고 인기상 합치면 9회

## SBS 가요대전
- 1997년 제2회 SBS 가요대전 공로상 수상
- 1999년 제4회 SBS 가요대전 트로트 부문상 수상 [외로워 마세요]
- 2000년 제5회 SBS 가요대전 트로트 부문상 수상 [사랑은 아무나 하나]
- 2001년 제6회.SBS 가요대전 트로트 부문상 수상 [잘났어 정말]
- 2002년 제7회 SBS 가요대전 트로트 부문상 수상 [사랑은 장난이 아니야]
- 2006년 제11회 SBS 가요대전 트로트 부문상 수상 [아줌마]

1997년 공로상 1회 1999 2000 2001 2002 2006 5회연속 트로트 부문상까지 합치면 6회

## 스포츠 서울 제정 서울 가요대상
‘1990년 12.1 제1회 스포츠 서울 제정 서울 가요대상 7대 가수상 수상
‘1991년 12.15 제2회 스포츠 서울 제정 서울 가요대상 7대가수상 최고 인기 가수상 수상 [선희의 가방]
‘1999년 12.18 제10회 스포츠 서울 제정 서울 가요대상 전통 가요상 수상 [외로워 마세요]
‘2000년 12.6 제11회 스포츠 서울 제정 서울 가요대상 본상 수상 [사랑은 아무나 하나]
‘2001년12.7 제12회 스포츠 서울 서울 가요대상 본상 과 전통 가요상 수상 [잘났어 정말]
'2002년 12.6 제13회 스포츠 서울 제정 서울 가요대상 전통가요 특별상 수상 [사랑은 장난이 아니야]
'2006년 12.2 제16회 스포츠 서울 제정 서울 가요대상 성인 가요상 수상 [아줌마]
'2017년 1.19 제26회 서울가요대상 트로트 부문 수상 [진진자라]
1990년 1991년 2년 연속 7대 가수상 1991년 최고 인기 가수상 1회 2000년 본상 1회 2001년 2002년 2년 연속 전통 가요상 2006년 2017년 성인가요 승 과 트로트 부문상까지 합치면 10회
‘1991년7.20 제82회 MBC 우리들의 노래 인기 가수들의 나의 애창곡 “인기상수상” 
‘1992년10.27 대한민국 저축상 국무총리 표창장(현승종 국무총리)
‘1992년12 SBS 올해의 스타상 수상
‘1994년3.27 제1회 사단법인 한국 가요대상 가수상수상
‘1994년10.27 제1회 한국 연주인의 날 가요 가수상 수상
‘1995년4.14 제2회 사단법인 한국 가요대상 가수상수상
‘1995년 한국노랫말대상 “효” 가요 노랫말상 수상 [사모곡]
‘1995년12.4 일간 스포츠 대한민국 영상 음반대상 골든 디스크상 수상
‘1995년12.22 대중 문화예술 발전기여 문화 체육부장관 표창장
(김영수 문화체육부장관)
‘1995년12.30 KBS 가요대상 10대가수상 수상 
‘1996년3.24 제3회 대한민국 연예 예술상 전통가요가수상 수상
‘1996년 4.25 제1회 96한얼 가요제 남자부문 최고인기 가수상 수상
‘1997년10.28 대한민국 저축상 대통령 표창장 고(故) 김영삼 전 대통령
‘1997년 12.28 SBS 가요대전 공로상 수상
‘1998년12.5 일간 스포츠 대한민국 영상 음반대상 골든 디스크상 수상 [애인]
‘1998년12.18 선행 연예인상 국무총리표창장 고(故) 김종필 전 국무총리
'1999년12.2--8 남북한특별공연 (북한 평양 봉화예술극장)
‘1999년12.14 제10회 스포츠 서울제정 서울 가요대상 전통 가요 발전상 수상 [외로워 마세요]
‘1999년12.31 MBC 10대 가수 가요제 30세 이상의 국민이 뽑은 인기 가수상 수상 [외로워 마세요]
‘2000년2 “사랑은 아무나 하나” 태진아,이건우 공동작사
‘2000년3.3 용산 세무서 1일 ”명예 납세자 보호담당관”으로 위촉됨 (제34회납세자의날기념)
‘2000년7.7 MBC 가요콘서트 2000년 상반기
트로트 인기가요1위 수상 [사랑은 아무나 하나]
‘2000년9.3 대한민국 방송대상 가수상 수상(방송의날 기념)
’2000년11.24 M.NET 뮤직 비디오 페스티벌 뮤직 비디오 “특별상” [사랑은 아무나 하나]
‘2000년12.1 일간 스포츠 대한민국 영상 음반대상 골든 디스크 본상수상 [사랑은 아무나 하나]
‘2000년12.15 국민건강 보험공단종로지사 “일일명예지사장”으로
위촉됨 
‘2000년12.29 MBC특집 “가요콘서트” 하반기 송년특집 2000 트로트 TOP 40 “1위수상” [사랑은 아무나 하나]
'2000년12.29 SBS 가요대전 트로트 부문가수상 수상[사랑은 아무나 하나]
‘2001년3.8 iTV 경인방송 “성인가요베스트30”
[사랑은 아무나 하나] 5주연속1위 골든컵수상
‘2001년4.15 태진아 30주년 기념 앨범발표 [잘났어 정말]
‘2001년9.20 제8회 대한민국연예예술대상 “전통 가요가수상”수상
‘2001년11.3 iTV 경인방송 “성인가요베스트30”
[잘났어 정말] 5주연속1위 골든컵수상
‘2001년12.29 SBS 가요대전 “트롯트 부문 가수상” 수상
'
‘2002년 7.20 iTV 경인방송 “성인 가요 베스트30”
[사랑은 장난이 아니야] 1위 수상
‘2002년 10.2 제6회 노인의날 보건복지부장관 표창장
(김성호 보건복지부장관)
‘2002년 10.19 제34회 대한민국문화예술상 옥관문화훈장 수상
‘2002년 12.6 제13회 스포츠 서울제정 서울 가요대상 전통 가요상 수상 [사랑은 장난이 아니야]
‘2002년12.9 제10회 한국최고 인기 연예대상 성인가요 부문 대상 수상 (경인방송iTV,연예정보신문주최)
‘2002년12.29 SBS 가요대전 트로트부문 가수상 수상[사랑은 장난이 아니야]
‘2003년1.20 2003.1/20~2005.1/19 서울지방법원 조정위원위촉
‘2003년3.28 일본히로시마시 후생연금회관에서 “대구지하철화 재희생자추모공연” 수익금1억원전액희생자유가족
돕기 기금으로 일간스포츠에 전달.
‘2003년4.26 SBS.TV“가요쇼”여론조사기관 M&C리서치 전국
성인30세 이상의 국민이 뽑은 인기 가수남녀 30대~50대 조사결과.
‘국민이 가장좋아하는노래 1위 사랑은아무나하나
‘국민이 가장좋아하는가수 1위 태진아
‘스트레스풀때 부르는노래 1위 사랑은아무나하나
‘2003년12.27 KBS연예대상 DJ부문 최우수라디오진행상 수상 [KBS Happy FM 태진아 쇼쇼쇼]
‘2003년12.30 KBS가요대상 PD가뽑은 성인부문 최고 인기 가수상
‘2003년12.31 MBC 10대 가수 가요제 트로트부문 최고 인기 가수상 수상 [바보]
‘2004년6.24 SBS 지역민방 공동제작 “전국TOP10가요쇼” 
연속5주“동반자”골든컵수상
‘2004년11.11 가수의날기념 “특별공로상”수상
‘2004년12.2 제19회일간스포츠 골든디스크상 트롯트상수상
‘1
‘2004년12.31 MBC 트로트부문 최고인기가수상 수상
‘2005년1.21 서울지방법원 조정위원위촉
‘2005년12.30 KBS가요대상 올해의 가수상 수상
‘2005년12.31 MBC가요대제전 가수상 수상
‘2006년 8. 아이넷TV “성인가요베스트50”
[아줌마] 6주 1위
‘2006년 8.24 관세청 홍보대사 위촉
‘2006년12.2 제16회스포츠서울서울가요대상 성인가요상수상
‘2006년12.29 SBS가요대전 트로트부문상 수상
‘2006년12.31 MBC가요축제 가수상 수상
‘2007년 3.3 납세자의날 국세청장표창장 수상
‘2007년12.13 서울지방법원 행정처장감사장 수상
‘2007년12.29 SBS.TV 가요대전 가수상 수상
‘2007년12.31 MBC.TV 가요대제전 가수상 수상
‘2008년3월3일 서울본부세관 일일명예세관장 위촉
‘2008년3월3일 납세자의날 기획재정부장관 표창장 수상
‘2008년12.29 SBS.TV 가요대전 가수상 수상
‘2008년12.31 MBC.TV 가요대제전 가수상 수상
'2009년8월 일본곡"스마나이"일본에서신곡발표
'2009년12.20 일본제42회유선대상장려상수상
"스마나이"(하마케스케작곡,마츠모또잇끼작사)
(전국유선방송최단기간1위등극, 최장년데뷔가수 의최장기간1위, 일본인들이 카라오케에서 가장 좋아하는노래베스트10)
'2009년12.31 MBC.TV 가요대제전 가수상수상
'2010년1.21 "자랑스런충청인상"수상
'2010년1.27 대충청방문의해홍보대사위촉
'2010년 2.3 한국법무보호복지공단 홍보대사로서 HUG후원의날행사를 통해 출소자의 건전한 사회복귀를 촉진하고 범죄예방과 갱생보호사업발전에 기여 감사장수상
‘2010년 7 일본곡 “이노치노하나(사랑은아무나하나)일본에 서발표(이노치노하나 7월,8월 전국유선랭킹1위)
‘2010년 8.26 사단법인 대한가수협회 제3대회장 당선
'2010년11.3 행정안전부로고송헌정.
맹형규행정안전부장관감사패수상
'2010년11.5 서울구치소홍보대사위촉
‘2010년 11.대한가수협회 3대회장
'2011년3.5 상주시홍보대사위촉
상주시명예시민수여(성백영상주시장)
'2011년5.4 서울시[그물망지속가능복지]홍보대사위촉
(오세훈서울특별시장)
'2011년12.24 2011KBS연예대상 "라디오부문 DJ상" 수상
‘2012년 12.29 KBS 트로트 가요대상 수
‘2013년 12.29 KBS 트로트 가요대상 수상
‘2013년 사단법인 대한가수협회 제4대회장 당선
‘2013년10.1 광주지방법원1일 명예법관 위촉(광주지방법원장)
‘2013년11.21 단국대학교 문화예술대학원
최고경영자과정 수료 
‘2014년 12.29 KBS 트로트 가요대상 수상
'2014년 12.30 MBC 가요 베스트 가요 대제전' 공로상 수상
‘2015년 KBS 트로트 가요대상 수상
‘2016년10.27 제7회 대한민국 대중문화예술상 “은관문화훈장”수상
‘2016년 3. 5 제6회 대평가요대상 “대상수상"
'2016년 제7회 대중문화예술상 은관문화훈장'
‘2017년 1.19 제26회 서울가요대상 트로트부문 수상
‘2017년 9.20 제1회 소리바다 베스트 케이뮤직 어워즈 “신한류 트로트상” 수상
‘2018년 1.15 2018평창동계올림픽 성화봉송주자
'2018년 8.30 제2회 소리바다 베스트 케이뮤직 어워즈 "신한류 트로트상" 2년 연속 수상
- 2018년 제2회 소리바다 베스트 케이뮤직 어워즈 신한류 트로트상 2년 연속 수상
- 2017년 제26회 하이원 서울가요대상 트로트 부문상
- 2017 케이블방송대상 트로트상
- 2017 제1회 소리바다 어워즈 신한류 트로트상
- 2016년 제7회 대중문화예술상 은관문화훈장
- 2015년 KBS 트로트 가요대상 수상
- 2014년 KBS 트로트 가요대상 수상
- 2014년 MBC 가요 베스트 가요 대제전 공로상 수상
- 2013년 KBS 라디오 골든 보이스
- 2013년 제47회 납세자의 날 대통령 표창
- 2012년 제12회 대한민국 전통가요대상 특별공로상
- 2012년 제12회 대한민국 전통가요대상 남자 7대가수상
- 2011년 KBS연예대상 라디오 DJ상 DJ상
- 2010년 제12회 Mnet 아시안 뮤직 어워드 성인 음악상
- 2009년 제42회 일본유선대상 유선협회장려상
- 2008년 제42회 납세자의 날 기획재정부장관 표창
- 2007년 제41회 납세자의 날 국세청장 표창
- 2006년 제10회 SBS 가요대전 트로트부문상
- 2006년 제16회 서울가요대상 성인가요부문 본상
- 2005년 제25회 KBS 가요대상 올해의 가수상
- 2004년 제19회 골든디스크상 트로트상
- 2003년 제 3회 KBS 방송연예대상 라디오진행부문 최우수상
- 2003년 제18회 골든디스크상 하우젠 트로트상
- 2003년 MBC 10대가수 가요제 트로트 최고 인기상
- 2002년 제16회 대한민국 영상음반대상 특별상
- 2002년 제 6회 SBS 가요대전 트로트부문상
- 2001년 제21회 KBS 가요대상 성인부문 최고가수상
- 2001년 MBC 10대가수 가요제 10대가수상
- 2000년 제2[사랑은 아무나 하나]0회 KBS 가요대상 성인부문 최우수상
- 2000년 제27회 한국방송대상 가수상 수상
- 1999년 제14회 대한민국 영상음반대상 골든디스크 본상
- 1999년 한국방송공사 성인부문 올해의 가수상
- 1998년 제3회 예술실연자대상 가수부문
- 1995년 문화체육관광부 장관 표창장
- 1991년 제 2회 서울가요대상 대상
- 1990년 일간스포츠 골든디스크상 본상
- 1990년 제 1회 서울가요대상 본상
- 1989년 일간스포츠 골든 디스크상 본상
- 1974년 MBC 10대가수 가요제 남자신인상 수상

## 그 외 흥겨운 노래들
- 1988년 01집 《가로등 하나》
- 1990년 03집 《목마른 여인》 《보내는 마음》 《오늘밤 어디에》
- 1991년 04집 《울면은 바보야》 《왜 자꾸봐》 《참새같은 여인》 《나를 왜 불러》 《귀여운 여자》 《사랑하리 내 조국》
- 1992년 05집 《사랑해요》 《시간은 만들수도 있어》 《비의 탱고》 《세월의 잔》 《잘가세요》
- 1993년 05집 《사랑하고 싶어》 《애련》
- 1998년 09집 《눈물의 여인》 《바보들의 축제》 《오랜만일세》
- 2000년 10집 《사랑의 리퀘스트》 《가고싶은 내고향》
- 2001년 11집 《반갑습니다》 《영덕 친구야》 《사랑이란 그런거야》 《kal의 노래》 《병주고 약주고》 《거기서 나야나》
- 2002년 12집 《사랑하리 대한민국》 《선희만이 내사랑》 《가지 마세요》
- 2003년 13집 《평양의 리경옥 사랑해주오》
- 2004년 14집 《내사랑 당신》 《내사랑 순이야》 《꼭 한번만》
- 2005년 15집 《여보》 《태화강 연가》
- 2006년 16집 《미쓰리》
- 2008년 17집 《가면 마리아》
- 2011년 20집 《사랑 했나요》
- 2013년 22집 《내사랑 마리아》

총 69곡

## 태진아 앨범속 리메이크곡

### 1970년대
- 추억의 푸른언덕
- 흙에 살리라
- 언제 다시 만날까
- 너의 그 말을 정말
- 가시나요
- 못잊을 건 정
- 아쉬움
- 잊지는 못할꺼야
- 잊지 말아주
- 잊지는 못할겁니다
- 망설이는 마음
- 나는 모른다
- 행복찾는 비둘기
- 무지개 조각달
- 고목나무
- 몰라도 되는것을
- 네가 있는 곳에
- 비누방울
- 떠나가지마

### 1980년대
- 꽃가마
- 너무합니다
- 짝사랑
- 애수의 소야곡
- 비내리는 고모령
- 당신도 나같은 사랑을 해봤나요
- 그시절 그모습
- 신 강강수월래
- 다시한번 울었네
- 마지막 찻잔
- 아쉬운 이별
- 변명
- 가로등 하나

### 1990년대
- 연애편지
- 그대곁에 잠들고 싶어
- 안다미
- 술잔에 뜨는 얼굴
- 고개숙인 슬픔
- 그대곁에 비켜간 사랑
- 가버린 사랑
- 그대곁에 두사람
- 두여인
- 여고시절
- 정
- 상처
- 찻집의 고독
- 나는 나대로
- 뜨거운 안녕
- 집없는 나그네
- 당신은 몰라
- 59년
- 왕십리
- 성현아
- 유명아

### 2000년대
- 내 아들아
- 당신의 미소
- kal의 노래
- 사랑하리 대한민국
- 동반자
- 잘살거야
- 빗속의 여인
- 착한여자 여보
- 서쪽으로 간 여자
- 앉으나 서나 당신생각
- 사랑의 이름표
- 사랑은 나비인가봐
- 자기 가면 홀로 된다는 것
- 포기 하지마
- 노부부의 노래
- 하얀눈
- La song
- 이름모를 소녀
- 자식걱정
- 당신만의 아픔
- 스카프
- 별이 빛나는 밤에

### 가요 프로그램 1위
| 연도            | 수상 내역 (총 10회) |
| --------------- | --- |
| 1990년 (총 4회) | - 거울도 안보는 여자 (총 4회) - 12월 2일 KBS 《가요톱텐》 1위 - 12월 9일 KBS 《가요톱텐》 1위 - 12월 16일 KBS 《가요톱텐》 1위 - 12월 23일 KBS 《가요톱텐》 1위 |
| 1991년 (총 6회) | - 거울도 안보는 여자 (총 3회) - 1월 4일 MBC 《여러분의인기가요》 1위 - 1월 6일 KBS 《가요톱텐》 1위 (5주 연속) (골든컵) - 1월 11일 MBC 《여러분의인기가요》 1위 (2주 연속) - 미안 미안해 (총 3회) - 4월 28일 KBS 《가요톱텐》 1위 - 5월 5일 KBS 《가요톱텐》 1위 - 5월 12일 KBS 《가요톱텐》 1위 (3주 연속) |

## 기타 경력
- 1994년 서울예술전문대학 실용음악학과 겸임교수
- 2010년 ~ 2015년 대한가수협회 회장